# Kanton Le Haut-Grésivaudan
Le Haut-Grésivaudan ist seit 2015 ein Wahlkreis im Arrondissement Grenoble im Département Isère der Region Auvergne-Rhône-Alpes in Frankreich. Hauptort ist Pontcharra.

## Gemeinden
Der Kanton besteht aus 24 Gemeinden mit insgesamt 43.897 Einwohnern (Stand: 2022) auf einer Gesamtfläche von 394,64 km²:
| Gemeinde                   | Einwohner 1. Januar 2022 | Fläche km² | Dichte Einw./km² | Code INSEE | Postleitzahl |
| -------------------------- | ------------------------ | ---------- | ---------------- | ---------- | ------------ |
| Allevard                   | 3.962                    | 25,63      | 155              | 38006      | 38580        |
| Barraux                    | 2.002                    | 11,13      | 180              | 38027      | 38530        |
| Chapareillan               | 3.049                    | 30,28      | 101              | 38075      | 38530        |
| Crêts en Belledonne        | 3.430                    | 33,80      | 101              | 38439      | 38830        |
| Froges                     | 3.334                    | 6,43       | 519              | 38175      | 38190        |
| Goncelin                   | 2.452                    | 14,36      | 171              | 38181      | 38570        |
| Hurtières                  | 220                      | 3,35       | 66               | 38192      | 38570        |
| La Buissière               | 791                      | 7,71       | 103              | 38062      | 38530        |
| La Chapelle-du-Bard        | 536                      | 27,71      | 19               | 38078      | 38580        |
| La Flachère                | 456                      | 2,85       | 160              | 38166      | 38530        |
| La Pierre                  | 648                      | 3,31       | 196              | 38303      | 38570        |
| Le Champ-près-Froges       | 1.317                    | 4,83       | 273              | 38070      | 38190        |
| Le Cheylas                 | 2.372                    | 8,44       | 281              | 38100      | 38570        |
| Le Haut-Bréda              | 459                      | 78,60      | 6                | 38163      | 38580        |
| Le Moutaret                | 254                      | 5,29       | 48               | 38268      | 38580        |
| Le Touvet                  | 3.115                    | 11,56      | 269              | 38511      | 38660        |
| Les Adrets                 | 1.072                    | 16,15      | 66               | 38002      | 38190        |
| Pontcharra                 | 7.373                    | 15,58      | 473              | 38314      | 38530        |
| Saint-Maximin              | 672                      | 10,35      | 65               | 38426      | 38530        |
| Saint-Vincent-de-Mercuze   | 1.520                    | 7,85       | 194              | 38466      | 38660        |
| Sainte-Marie-d’Alloix      | 484                      | 3,04       | 159              | 38417      | 38660        |
| Sainte-Marie-du-Mont       | 233                      | 23,87      | 10               | 38418      | 38660        |
| Tencin                     | 2.132                    | 6,75       | 316              | 38501      | 38570        |
| Theys                      | 2.014                    | 35,77      | 56               | 38504      | 38570        |
| Kanton Le Haut-Grésivaudan | 43.897                   | 394,64     | 111              | 3813       | –            |

## Veränderungen im Gemeindebestand seit der landesweiten Neuordnung der Kantone
2019: Fusion La Ferrière und Pinsot → Le Haut-Bréda
2016: Fusion Morêtel-de-Mailles und Saint-Pierre-d’Allevard → Crêts en Belledonne